# Christoph Friedrich Neander

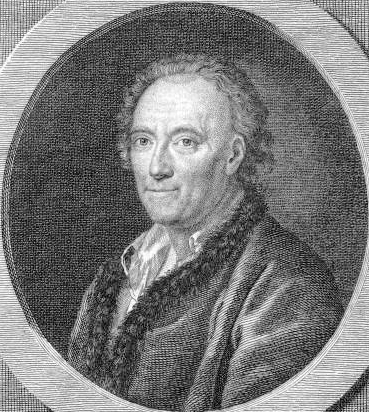
Christoph Friedrich Neander.

Christoph Friedrich Neander, född 28 december 1723 i Hertigdömet  Kurland, Polen-Litauen, död 9 juli 1802 i Guvernementet Kurland, Kejsardömet Ryssland, (numera provins i Lettland) var en författare och kyrkoherde verksam i Kurland. 
Neander översatte till, och diktade psalmtexter på lettiska. Men psalmen Så går en dag än från vår tid (nr 188), troligen från 1766, finns han representerad i Den svenska psalmboken 1986.